# Leymus
Leymus es un género de plantas herbáceas de la familia de las poáceas. Es originario del hemisferio norte.

## Citología
El número cromosómico básico del género es x = 7, con números cromosómicos somáticos de 2n = 28, 42, 56 y 84, ya que hay especies diploides y una serie poliploide.  Cromosomas relativamente "grandes".

## Especies
- Leymus angustus
- Leymus arenarius
- Leymus aristiglumus
- Leymus cinereus
- Leymus condensatus
- Leymus divaricatus
- Leymus flexus
- Leymus mollis
- Leymus obvipodus
- Leymus pendulus
- Leymus racemosus
- Leymus salinas
- Leymus secalinas
- Leymus triticoides